# Königsburg (Nordheim)
Unter der Königsburg bei Nordheim vor der Rhön versteht man sowohl den 533 Meter hohen Berg, als auch das befestigte Haus bzw. den danach dort stehenden Wartturm.

## Berg
Der Berg ist 533 Meter hoch. Das anstehende gestein ist Buntsandstein. Der Gipfel ist eine flache Kuppe mit einer Dominanz von 6,2 Kilometern und einer Prominenz von etwa 60 Metern jeweils zum Hohen Kreuz bei Fladungen.

## Bauwerke

### Befestigtes Haus
Über die Ursprünge ist nichts gesichert. Es wird vermutet, dass Otto der Große, dort ein Jagdhaus hatte. Die Anlage war kreisrund und hatte einen Durchmesser von 70 Metern. Urkundlich ist jedoch nichts gesichert. 1554 bis 1558 diente die Anlage als Steinbruch für die Nordheimer Dorfmauer, sodass nur noch Gräben sichtbar sind.

### Wartturm
Bis Anfang des 18. Jahrhunderts soll sich dort ein Wartturm befunden haben.

### Aussichtsturm und Schutzhütte
Auf dem Berg stand ein Aussichtsturm, der 1894 vom Rhönklub dort errichtet wurde. Die Bausubstanz wurde vernachlässigt, sodass er Ende der 1940er Jahre einstürzte. Auf seinen Grundmauern steht heute die 1990 ebenfalls vom Rhönklub errichtete Schutzhütte.

## Sage
Und ging einer hinaus in den Wald und ward genannt Schloth. Und es ward sehr dunkel, als er gelangte auf den Gipfel eines Berges, so genannt wird Königsburg im Munde der Leute. Da ward ihm plötzlich eine gar wundersame Erscheinung. Zwischen den dunklen Stämmen erschien von hellstrahlendem Lichte umflossen eine gar liebliche Jungfrau. Klein-winzige Engelein jubilierten und hantierten gar fröhlich mit Pfeifen, Trompeten und Schalmeien. Einer spielte auf der Ziehharmonika ein herziges Lied.
Überwältigt sank der Sterbliche auf die Knie, als die holde Maid also begann: "Hier auf der Stelle, wo du kniest, stand einst das stolze Schloß meiner Ahnen, und ein gar fröhliches Leben herrschte in seinen weiten Räumen. Seitdem es aber in Schutt und Asche gesunken ist, ist es stille geworden auf dem Gipfel des Berges. Ich aber will, daß wieder Leben herrsche und Fröhlichkeit im Bereich meines Bannkreises und zu diesem Zwecke sollst du gründen einen Verein "Königsburg" und die Gesellen darin sollen sein untereinander wie Vettern und sollen pokulieren und gar fröhlich sein in Wort und Lied, und die Weibsleut seien benamset die Basen und sollen sich einträchtlich benehmen und euch erquicken in holder Minne. Und als Kneiprater hab ich euch erlesen den dicken Weyerich, so hauset im Hirschen zu Neustädtles, und soll er emsig sorgen für reichliche Atzung und kühlen Trunk.
Du aber sollst sein der Obervetter!"
Es brauste in den Lüften. Die Erscheinung war verschwunden. Und er ging zu Tal und tat wie ihm geheißen. An der Stelle, wo sich das Begebnis abspielte, fand sich anderen Tages ein Hufeisen und Speerspitzen. Und sind solche noch immer zu sehen.